# Флаг Красносельского района (Костромская область)
Флаг Красносе́льского района является официальным символом Красносельского муниципального района Костромской области Российской Федерации.
Флаг учреждён 18 мая 2004 года и внесён в Государственный геральдический регистр Российской Федерации с присвоением регистрационного номера 1458.

## Описание
«Флаг Красносельского района представляет собой прямоугольное красное полотнища с отношением ширины к длине 2:3, воспроизводящее фигуры гербовой композиции: вдоль нижнего края полотнища синяя полоса в виде вспененных волн, окаймлённая жёлтым, в центре белая ладья, над ней жёлтая с белым камнем кольцом».

## Обоснование символики
Посёлок Красное-на-Волге широко известен как традиционный центр русского ювелирного искусства. Возникновение ювелирного промысла относится к IX—X векам, когда красносельские земли населялись племенами меря, с XVII столетия уже широко известны мастера-ювелиры, изготовлявшие женские украшения, посуду и предметы сервировки стола, предметы церковного обихода. На эту особенность Красносельской земли указывает изображение золотого кольца с камнем и пенящиеся волны, окаймлённые сканью, одним из основных приёмов ювелиров.
Синяя полоса символизируют реку Волгу, которая протекает через территорию района, являясь важнейшей водной артерией, а белая ладья указывает на то, что ещё в древности Красное было местом стоянки речных судов.
Красный цвет — символ храбрости, мужества, красоты и труда, также указывает на название районного центра — посёлок Красное-на-Волге.
Синий цвет — символ славы, истины, добродетели и водных просторов.
Жёлтый цвет (золото) — символ богатства, величия, постоянства, прочности, силы, интеллекта.
Белый цвет (серебро) — символ чистоты, искренности, благородства, откровенности.